# Кашина Стела Броло (Бреша)
Кашина Стела Броло је насеље у Италији у округу Бреша, региону Ломбардија.
Према процени из 2011. у насељу је живело 16 становника. Насеље се налази на надморској висини од 66 м.